# Harold Cronk
Harold David Cronk (ur. 27 października 1973 w Reed City) – amerykański producent i reżyser filmowy.
Ukończył Central Michigan University w Mount Pleasant w 1998. Jest współwłaścicielem studia filmowego 10 West Studios w Manistee.

## Filmografia (wybór)[potrzebnyprzypis]
- 2006: War Prayer – reżyseria
- 2006: Zagadka jaskini  (Secret of the Cave) – reżyseria, scenograf
- 2010: Kiedy dorosnę (Johnny) – producent
- 2010: What If... – producent
- 2010: Tug – scenograf
- 2011: Jerusalem Countdown – reżyseria
- 2011: Powrót do bezpiecznej kryjówki (Return to the Hiding Place) – producent
- 2012: The Adventures of Mickey Matson and the Copperhead Treasure – reżyseria, scenariusz
- 2013: Silver Bells – reżyseria, producent
- 2014: The Adventures of Mickey Matson and the Pirate's Code – reżyseria, producent, scenariusz
- 2014: Bóg nie umarł (God's Not Dead) – reżyseria
- 2015: Czy naprawdę wierzysz? (Do You Believe?) – producent
- 2016: Bóg nie umarł 2 (God's Not Dead 2) – reżyseria